# Cynanchum perrieri
Cynanchum perrieri är en oleanderväxtart som beskrevs av Choux. Cynanchum perrieri ingår i släktet Cynanchum och familjen oleanderväxter. Inga underarter finns listade i Catalogue of Life.